# أغذية معدلة وراثيا

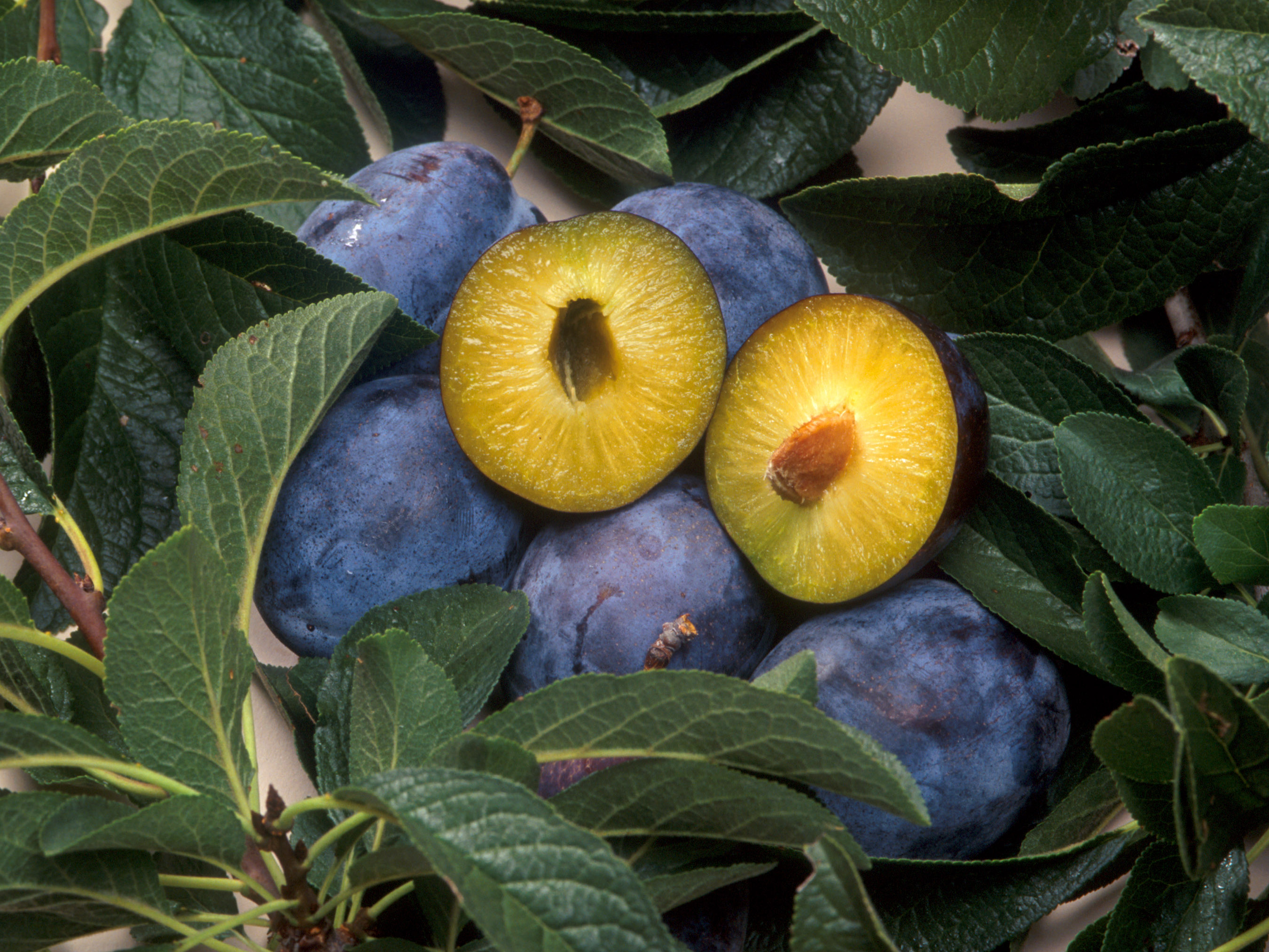
ثمار البرقوق المعدّل وراثيًا لمقاومة جدري البرقوق، وهو مرض ينتقل عن طريق حشرات المن.

الأغذية المعدلة وراثيًا (بالإنجليزية: Genetically modified food)‏، المعدلة وراثيًا)، هي الأطعمة المنتجة من الكائنات الحية التي تم إدخال تغييرات عليها في الحمض النووي الخاص بها باستخدام طرق الهندسة الوراثية. تسمح تقنيات الهندسة الوراثية بإدخال سمات جديدة بالإضافة إلى تحكم أكبر في السمات عند مقارنتها بالطرق السابقة ، مثل التربية الانتقائية والتكاثر بالطفرات.
بدأ بيع الأغذية المعدلة وراثيًا في الأسواق عام 1994 عندما قام كالجين (مونسانتو) بتسويق نوع من الطماطم المتأخر النضج والذي أطلق عليه اسم فلافر سافر (حافظ النكهة). أغلب التعديلات الوراثية تركز على المحاصيل النقدية ذات الطلب العالي من المزارعين مثل: فول الصويا، والذرة، والكانولا، وزيت بذور القطن. كما تم تعديل المنتجات الحيوانية وراثيًا، فعلى سبيل المثال، في عام 2006 تم تعديل خنزير هندسيًا لإنتاج الأحماض الدهنية أوميغا 3 من خلال التعبير عن الجينات والذي كان إنتاجه مثيرًا للجدل.  كما توصل الباحثون إلى تطوير سلالة معدلة وراثيًا من الخنازير التي تكون قدرتها على امتصاص الفوسفور المصنع أكثر كفاءة، ونتيجة لذلك انخفض محتوى الفوسفور من السماد بمقدار 60%.
اعترض النقاد على الأغذية المعدلة وراثيًا لعدة أسباب، بما في ذلك إدراك أمان الأنسجة, المخاوف البيئية، والاهتمامات الاقتصادية التي يثيرها الواقع أن هذه الكائنات الحية تخضع لقانون الملكية الفكرية.
يختلف الغذاء المعدل وراثيًا عن الغذاء الطبيعي في إضافة جينات من أنواع أخرى من النباتات والحيوانات أو البكتيريا. هذه العملية غالبًا ما تتم عن طريق إقحام الجينات، مما يؤدي إلى تغيير في الخصائص الوراثية. تؤدي تقنية الجينات المعدلة وراثيًا إلى زيادة قدرة النباتات على تحمل البرد مثلًا أو زيادة مقاومتها للمبيدات الحشرية أو تجعلها تفرز سموما خاصة لمواجهة الحشرات.

## زراعة الأغذية المعدلة جينيا حول العالم
أصبحت مساحة الأراضي المزروعة بنباتات معدلة جينيا حوالي 125 مليون كيلومتر مربع في نهاية 2008، وهو ما يساوي مساحة فرنسا وألمانيا معا، وتقف ثلاث دول وراء 80% من الإنتاج العالمي. تنتج الولايات المتحدة الأمريكية 50% وحدها من الإنتاج العالمي، بينما تنتج كل من البرازيل والأرجنتين مجتمعتين 30% من الإنتاج. وتنتج كندا وكينيا والهند معا 15 % من الإنتاج العالمي. ارتفعت زراعة المحاصيل المعدلة جينيا باطراد على مدى العقد الماضي. تزرع النباتات المعدلة وراثيا في 25 بلدا. وزراعتها في أوروبا محدود، حيث يبلغ مجموع مساحتها تقريبا. 1000 كيلومتر مربع والغالبية منها موجود في إسبانيا.
يشكل فول الصويا نصف المساحة العالمية في عام 2008، وما عدا ذلك هو الذرة والقطن وزيت عباد الشمس. الذرة هو النبات الوحيد المعدل وراثيا الذي يتم زراعتها في أوروبا.

## التاريخ
قام الإنسان عبر سنوات التاريخ الطويل بتهجين النباتات والحيوانات والجراثيم للحصول على الصفات والميزات المرغوب بها، ظهرت الأغذية المعدلة جينياً لأول مرة في الأسواق عام 1996 وكان من بين هذه الأغذية فول الصويا والذرة وزيت الشلجم والأرز وزيت بذرة القطن. ثم دخلت العديد من هذه المنتجات إلى الأسواق العربية كفاكهة وخضروات مميزة الشكل غير تقليدية، وقد تم إنجاز التعديل بشكل رئيسي من خلال عمليات الانتخاب البسيط والتهجين حيث يعتمد على النوعيات والخصائص المطلوبة بصورة أكبر مثل قوة النبات أو صلابته أو شكله أو طعمه أو رائحته، ودرجة مقاومته للآفات والأمراض والظروف المناخية الصعبة .(53)
1. ↑  GM Science Review First Report نسخة محفوظة October 16, 2013, على موقع واي باك مشين., Prepared by the UK GM Science Review panel (July 2003). Chairman Professor Sir David King, Chief Scientific Advisor to the UK Government, P 9
2. ↑  Kang JX؛ وآخرون (2007). "Why the omega-3  should go to market". Nature Biotechnology. ج. 25 ع. 5: 505–506. DOI:10.1038/nbt0507-505. مؤرشف من الأصل في 2015-05-24. اطلع عليه بتاريخ 2009-03-29. {{استشهاد بدورية محكمة}}: Explicit use of et al. in: |مؤلف= (مساعدة)
3. ↑  Fiester, A. (2006). "Why the omega-3 piggy should not go to market". Nature Biotechnology. ج. 24: 1472–1473. DOI:10.1038/nbt1206-1472. مؤرشف من الأصل في 2018-07-20. اطلع عليه بتاريخ 2009-03-29.
4. ↑  Lai L؛ وآخرون (2006). "Generation of cloned transgenic pigs rich in omega-3 fatty acids" (PDF). Nature Biotechnology. ج. 24 ع. 4: 435–436. DOI:10.1038/nbt1198. مؤرشف من الأصل (PDF) في 2013-09-21. اطلع عليه بتاريخ 2009-03-29. {{استشهاد بدورية محكمة}}: Explicit use of et al. in: |مؤلف= (مساعدة)
5. ↑  برنامج ابحاث جيلف المحورة جينيا الخنزير : EnviropigTM سلالة صديقة للبيئة من الخنازير التي تستخدم الفوسفور المصنع بكفاءة. نسخة محفوظة 29 أكتوبر 2017 على موقع واي باك مشين.November 04، 2005. نسخة محفوظة 29 أكتوبر 2017 على موقع واي باك مشين. [وصلة مكسورة]
6. ↑  المصالحة الوطنية. (2004)سلامة الأغذية المهندسة وراثيا : أساليب تقييم الآثار الصحية غير المقصودة. الاكاديميه القومية للصحافه النص الحر الكامل

=بعض الأغذية ليس المعدلة وراثيا ولكن المهجنة (hybrid) أي التي لم تخضع الإضافة أو حذف جيني من قبل الإنسان عبر تقانية( CRISPR)، :

### التفاح العنبي (grapple)
هي فاكهة تشبه التفاح ولها نفس حجمه ولكن مع قوام عنبي، وهذه الفاكهة خليط في الطعم بين التفاح والعنب وبها كمية كبيرة من فيتامين ج. وتشتهر في الأسواق أيضاً باسم تفاح فوجي.

### المشمش البرقوقي (pluot)
فاكهة خليط بين المشمش والبرقوق وقد انتجها عالم البيولوجيا الأمريكي الشهير فلويد زيجر في تسعينيات القرن الماضي. وتحتوي على 70% من صفات البرقوق و 30% من صفات المشمش. ولها حلاوة شديدة. وتعرف في أمريكا باسم بيض الديناصور وتحتوي على كمية كبيرة من فيتامين ج.

### يوسفي الجريب فروت (tangelo)
عبارة عن مزيج من يوسفي دانسي مع جريب فروت دنكان وهي فاكهة عصيرية وتحتوي على كمية قليلة من البذور خلافاً لليوسفي الطبيعي. وغنية بفيتامين ج. وتمتاز بطعم لاذع.

## الطريقة
1- التعديل الوراثي في النباتات .
2-التعديل الوراثي في الحيوانات مثل :
* الانتقاء الصناعي .
* الطرق الجزيئية غير الجينية .
* تقنيات الإخصاب المساعدة .
3- التقنيات الرئيسية للهندسة الوراثية في الحيوانات مثل :
* نقل الأجنة والتبويض الفائق .
* انشطار الجنين .
* تقديم خطوط الخلايا الجرثومية .
* الهندسية الوراثية .
* النواقل الفيروسية .
* تقنيات الإضافة والحذف .
* الاختيار بمساعدة العلامة .
4- التعديل الوراثي في الميكروبات .
الرئيسية | الهندسة الوراثية | التحول الجيني
تبدأ الهندسة الوراثية بتحديد وعزل الجين الذي يعبر عن السمة المرغوب فيها، بمساعدة أنزيمات مختزله. ثم يتم اختيار النبات أو الحيوان المتلقي، ويتم إدخال الجين والذي يدرج في الجينوم عن طريق النواقل مثل agrobacterium، من خلال بندقية الجينات والتي تطلق جزيئ مغطي بعنصر في بلازميد الحمض النووي، electroporation، أو فيروس. بمجرد أن جزءا من المتلقي، هذا الجين المدرج حديثا يصبح جزءا من جينوم المتلقي وينظم بالطريقة نفسها كما في الجينات الأخرى.
للهندسة الوراثية ميزة واحدة، كما هو موضح في المقطع التالي، هو أنه يمكن إدخال الجينات التي لا توجد في المادة الوراثية للأنواع المستهدفة والتي وثيقة الصلة بالأقارب البرية.

## التطوير
كان محصول الطماطم أول من نمى تجاريا في الأغذية المعدلة وراثيا في محاصيل الغذاء بأكملها (وسميت فلافر سافر) والتي تم تعديلها لكي تنضج دون أن تليين، من قبل شركة كاليفورنيا مونسانتو. أخذت Calgene زمام المبادرة للحصول على موافقة هيئة الأغذية لصدوره في عام 1994 دون أي خاصة وصفها، وعلى الرغم من أنه من الناحية القانونية لا يتطلب الحصول على هذه الموافقة. كان الترحيب من جانب المستهلكين الذين اشتروا الثمرة بعلاوة كبيرة على سعر الطماطم العادية. ومع ذلك، منعت مشاكل الإنتاج ، والمنافسة من الثمار المستنبتة بالوسائل التقليدية، يعد الرف متنوعة الحياة المنتج من أن يصبح مربحا. والبديل من Savr Flavr hoi كانت تستخدم من قبل Zeneca لإنتاج معجون الطماطم والتي تم بيعها في أوروبا خلال صيف عام 1996. ووصفها والسعر تم تصميمها لتكون تجربة التسويق، والتي أثبتت، في ذلك الوقت، ان المستهلكين الأوروبيين تقبلوا الأغذية المعدلة وراثيا.
حالياً، هناك عدد من أنواع الأغذية التي يوجد فيها تعديل وراثي.
| الطعام                 | خصائص متنوعة للأغذيه المعدلة وراثيا | التعديل | النسبة المئوية في الولايات المتحدة                                                     | النسبة المئوية في العالم |
| ---------------------- | --- | --- | -------------------------------------------------------------------------------------- | ------------------------ |
| فول الصويا             | مقاومة للجليفوسات أو لمبيدات الأعشاب | جينات مقاومة لمبيدات الأعشاب مأخوذة من البكتيريا المدرجة في فول الصويا                                            | 89 ٪                                                                                   | TBA                      |
| الذرة، الحقل           | مقاومة للالجليفوسات غلوفوسنات أو مبيدات الأعشاب ومقاومة للحشرات—باستخدام بعض البروتينات التي سبق استخدامها في إنتاج المحاصيل العضوية. الذرة المخصب بالفيتامين المشتق من جنوب أفريقيا من الذرة البيضاء المتنوعة M37W وقد أنتجت حبات البرتقال، مع زيادة في 169x بيتا كاروتين، 6x وفيتامين (ج) وحامض الفوليك 2x. | جينات جديدة أضاف / نقل إلى الجينوم النباتي.                                                                       | 60 ٪                                                                                   | TBA                      |
| القطن (زيت بذرة القطن) | القطن المقاوم للآفات | جين البروتين البلوري Bt أضاف / نقل إلى جينوم نباتي                                                                | 83 ٪                                                                                   | TBA                      |
| البابايا هاواي.        | متنوعة فهي مقاومة لفيروس البابايا ringspot. | جين جديد يضاف / ينقل إلى جينوم نباتي                                                                              | 50 %                                                                                   | TBA                      |
| الطماطم                | وهي متنوعة في إنتاج أنزيم polygalacturonase (اف ب) الذي يتم ضغطه، ليؤخر تليين الفاكهة بعد الحصاد. | النسخ العكسي (وهو الجين اتجاه (بيولوجيا جزيئية)) من الجينات المسؤولة عن إنتاج أنزيم PG الذي يضاف إلى جينوم النبات | تم سحبه من السوق بسبب فشله التجاري.                                                    | لا يوجد                  |
| البطاطس                | Amflora متنوعة لتنتج النشا الشمعي للبطاطس وتتكون غالبا وبشكل حصري من مركب الأميلوبكتين من النشا. | الجين لتخليق حزمة حبيبات النشا (GBSS) (الأنزيم الرئيسي لتخليق سكر الأميلوز) كان مغلقا بإدخال نسخ من جين GBSS.     | Amflora سوف تنتج وحدها في ظل ظروف الزراعة التعاقدية وعدم إتاحة توفيرها في السوق عموما. | TBA                      |
| بذور اللفت (الكانولا)  | مقاومة لمبيدات الأعشاب (الغليفوسات أو غلوفوسنات)، وارتفاع الكانولا ورات | جينات جديدة تضاف / تنقل إلى جينوم النبات                                                                          | 75 ٪                                                                                   | TBA                      |
| قصب السكر              | مقاومة لمبيدات آفات معينة، وارتفاع سكر القصب. | جينات جديدة تضاف / تنقل إلى جينوم النبات                                                                          | TBA                                                                                    | TBA                      |
| بنجر السكر             | مقاومة لالجليفوسات، غلوفوسنات مبيدات الأعشاب | جينات جديدة تضاف / تنقل إلى جينوم النبات                                                                          | TBA                                                                                    | TBA                      |
| الذرة الحلو            | وتنتج مبيدات الحشرات الحيوية الخاصة بها (Bt السامه) | الجين من البكتريا العصويه المصنعة يضاف إلى النبات.                                                                | TBA                                                                                    | TBA                      |
| الأرز                  | معدل وراثيا ليحتوي على كميات عالية من فيتامين (أ) (بيتا كاروتين) | "الأرز الذهبي" ثلاثة جينات جديدة مدخله : اثنان من النرجس والثالثة من البكتيريا                                    | TBA                                                                                    | TBA                      |

بالإضافة إلى ذلك، العديد من الكائنات الدقيقة المعدلة وراثيا تستخدم عادة كمصادر للانزيمات لتصنيع مجموعة متنوعة من الأطعمة المصنعة. وتشمل هذه أنزيم ألفا اميلاز من البكتيريا، والتي تحول النشا إلى سكريات بسيطة، chymosin من البكتيريا أو الفطريات التي تجلط بروتين اللبن لصنع الجبن، وpectinesterase من الفطريات مما يحسن من نقاء عصير الفاكهة.

## نمو المحاصيل المعدلة وراثيا
بين عامي 1997 و 2005، فإن المساحة الإجمالية للأراضي المزروعة مع الكائنات المعدلة وراثيا قد زادت بنسبة 50، من 17,000 كم 2 (4.2 مليون فدان) من 900,000 كم 2 (222 مليون فدان).
على الرغم من أن معظم المحاصيل المعدلة وراثيا التي تزرع في أمريكا الشمالية، في السنوات الأخيرة قد شهدت نموا سريعا في المنطقة المزروعة في البلدان النامية | البلدان النامية. على سبيل المثال في عام 2005 كانت أكبر زيادة في مساحة المحصول المزروعة بالمحاصيل المعدلة وراثيا (فول الصويا) في البرازيل (94,000 كم 2 في عام 2005 مقابل 50,000 كم 2 في عام 2004.)  كان هناك أيضا توسع سريع ومستمر في أصناف القطن المعدلة وراثيا في الهند منذ عام 2002. (ويعد القطن المصدر الرئيسي للزيوت النباتية والأعلاف | تغذية الحيوانات.) ومن المتوقع أنه في عام 2008 / 9 32,000 كم 2سوف يتم حصاد القطن المعدل وراثيا في الهند (ما يزيد على 100 في المئة عن الموسم السابق).
يبلغ متوسط المحصول القومي للقطن الهندي من القطن المعدل وراثيا أقل سبع مرات في عام 2002، وذلك لأن جوسيبيوم لنبات القطن القديم المستخدمة في متغير الهندسة الوراثية ليست ملائما تماما للمناخ في الهند وقد فشلت. شجعت الدعاية لمقاومة الحشرات بمعاملة الجين المنقول Bt على الاعتماد على أفضل أداء لأصناف القطن الهجين، وقللت معاملة Bt بشكل كبير في الحد من الخسائر للحشرات الافتراس. على الرغم من أنها مثيرة للجدل وغالبا ما تكون متنازع عليها، إلا أنه وثقت المنافع البيئية والاقتصادية للقطن المعدل وراثيا في الهند إلى الفرد المزارع.
في عام 2003، كانت البلدان التي نمت من 99 ٪ من المحاصيل المعدلة وراثيا في العالم هي الولايات المتحدة (63 ٪)، والأرجنتين (21 ٪) وكندا (6 ٪)، البرازيل (4 ٪)، الصين (4 ٪)، وجنوب أفريقيا (1 ٪). ويقدر مصنعي البقالة الأمريكية أن 75 ٪ من جميع الأطعمة المصنعة في الولايات المتحدة تحتوي على مكونات معدلة وراثيا.  على وجه الخصوص، الذرة، Bt، والتي تنتج المبيدات الحشرية داخل النبات نفسه، قد نمت على نطاق واسع، وكذلك صمم فول الصويا وراثيا لتحمل مبيدات الأعشاب الغليفوسات. هذه «المدخلات والصفات» التي تهدف إلى الاستفادة المالية من المنتجين، لها فوائد بيئية غير مباشرة وفوائد تكلفة هامشية للمستهلكين.
في الولايات المتحدة، بحلول عام 2006 89 ٪ من المساحة المزروعة من فول الصويا، و 83 ٪ من القطن، و 61 ٪ من الذرة أصبحت أصناف معدلة وراثيا. لا يحمل فول الصويا المعدل وراثيا سمة تحمل مبيدات الأعشاب فحسب، بل والذرة والقطن يحمل كلاهما سمة تحمل مبيدات الأعشاب وسمات الحماية من الحشرات (و هذه الأخيرة إلى حد كبير بكتيريا thuringiensisعصويه  بها بروتين قاتل للحشرات). في الفترة من 2002 إلى 2006، كانت هناك زيادات كبيرة في المساحة المزروعة للقطن Bt المحمى والذرة، والذرة المتحمل لمبيدات الحشائش أيضا زيادة في المساحات المزروعة.

## غلة المحاصيل
العديد من الدراسات التي تدعمها المزارع العضوية قد ادعت أن اصناف النبات المعدلة وراثيا لا تنتج غلة المحصول أعلى من النباتات الطبيعية. ومع ذلك، الدراسات العلمية المستقله لم تتمكن من إثبات هذه الادعاءات.
دراسة واحدة عن طريق تشارلز بينبروك، كبير العلماء في المركز العضوي، وجدت أن جذور فول الصويا المعدلة وراثيا الجاهزة لا تزيد من المحصول (Bendrook، 1999). وتم إعادة النظر في التقرير بأكثر من 8,200 المساعدين بالجامعة في عام 1998 وقد وجد أن جذور فول الصويا الجاهزة أثمرت 7-10 ٪ أقل من الأصناف الطبيعية المماثلة. بالإضافة إلى ذلك، وجدت الدراسة ذاتها أن المزارعين استخدموا مبيدات الأعشاب (الجذور) في الجذور الجاهزة من فول الصويا من 5-10 مرات أكثر من الاخري التقليدية.

## التعايش والتتبع
لا تتطلب الولايات المتحدة وكندا وضع العلامات علي الأطعمة المعدله وراثيا. ولكن في مناطق أخرى معينة، مثل الاتحاد الأوروبي واليابان وماليزيا وأستراليا، تتطلب الحكومات وضع العلامات حتى يمكن للمستهلكين في ممارسة حق الاختيار بين الأطعمة المعدلة وراثيا، التقليدية أو ذات المنشأ العضوي. هذا يتطلب وجود نظام وضع العلامات، فضلا عن الفصل بين الكائنات المعدلة وراثيا وغير المعدله وراثيا على مستوى الإنتاج وخلال سلسلة التصنيع بأكملها.
للتتبع، قدمت OECD تعريفا متطابق الذي يعطى للكائنات المعدلة وراثيا أي عندما تتم الموافقة عليها. يجب أن يتتابع هذا التعريف المتطابق(الموحد) لاي مرحله في مراحل المعالجة. وأسست بلدان كثيرة نظم وضع العلامات والإرشادات بشأن التعايش والتتبع. مشاريع البحوث مثل Co-Extra، SIGMEA وTranscontainer تهدف إلى فحص الطرق المحسنه للتأكد من التعايش وتوفير أصحاب المصلحة الأدوات اللازمة لتنفيذ التعايش والتتبع.

### الكشف
التجارب على الكائنات المعدلة وراثيا في الأغذية والأعلاف تتم بشكل روتيني باستخدام التقنيات الجزيئية مثل الاشعه الدقيقة للحامض النووي أو تفاعل البوليميراز المتسلسل اللحظي. هذه التجارب قائمه على أساس فرز العناصر الوراثية (مثل P35S، tNos، pat، أو bar) أو احداث علامات محددة للكائنات المعدلة وراثيا للرسميات (مثل Mon810، Bt11، أو GT73).
أسلوب قاعدة الصف التي تجمع بين PCR المتعدد وتكنولوجيا الصفوف لفحص عينات مختلفه للكائنات المعدلة وراثيا ، والجمع بين نهج مختلفة (عناصر الفرز، علامات محددة للنبات، والحدث بعلامات محددة).
و يستخدم qPCR للكشف عن أحداث معينة للكائنات المعدلة وراثيا عن طريق استخداممبادئ محدده لفرز العناصر أو احداث علامات محددة. الضوابط لازمة لتجنب النتائج الايجابية الخاطئه أو النتائج السلبية الخاطئه. على سبيل المثال، اختبارا لفيروس تبرقش القنبيط يستخدم لتجنب الإيجابية الخاطئه في حالة وجود عينة ملوثة بالفيروس.

## الجدل
أثبت بعض العلماء  أن هناك ما يزيد على ما يكفي من الغذاء في العالم، وبأن سبب أزمة الجوع المشاكل في توزيع المواد الغذائيةوالسياسة، ليس الإنتاج، لذلك يجب على الناس ألا تتعرض للغذاء الذي ربما يحمل أي قدر من المخاطرة. افترض هذا الاثبات ان الأغذية المعدلة لها مخاطر غير موجودة في المواد الغذائية التقليدية، التي من الواضح انها لا تخلو من المخاطر. في الآونة الأخيرة غير بعض النقاد رأيهم حول هذه القضية فيما يتعلق باحتياج إمدادات غذائية إضافية.
في عام 1998 في معهد بحوث رويت ذكر أرباد بوستاي أن استهلاك البطاطس المعدلة لتحتوي على اللكتين لها تأثيرات سلبية على امعاء الفئران. نشرت Pusztai ورقة في نهاية المطاف، وشارك في التأليف ستانلي اوين، في مجلة، لانسيت. طالبت الصحيفة أن تبين أن الفئران التي تغذت على البطاطس المعدلة مع لاكتين زهرة اللبن الثلجية قد حدث لها تغيرات غير عادية لأنسجة الأمعاء بالمقارنة مع الفئران التي تغذت على البطاطس غير المعدلة. ومع ذلك، فإن التجربة تعرضت لانتقادات على أساس أن البطاطس غير معدلة ليس بها تحكم في النظام الغذائى السليم.

## الآثار الاقتصادية والسياسية
- العديد من أنصار المحاصيل المعدلة وراثيا يزعمون انخفاض استخدامهم لمبيدات الآفات، وأدت إلى ارتفاع المحاصيل وعوائد الربح لكثير من المزارعين، بما في ذلك تلك الموجودة في الدول النامية.[29] ويؤيد هذا الرأي الاعتماد الواسع النطاق للمحاصيل المهندسة وراثيا من قبل المزارعين في المناطق المتاحه.
- في آب / أغسطس 2003، قطعت زامبيا تدفق الأغذية المعدلة وراثيا (و معظمهم من الذرة) من برنامج الأمم المتحدة البرنامج العالمى للاغذيه. هذا ترك تعداد ضحايا المجاعة دون مساعدات غذائية.
- في ديسمبر 2005 غيرت الحكومة الزامبية رأيها في مواجهة المجاعة، وسمحت باستيراد الذرة المعدل وراثيا.[30] ومع ذلك، فإن وزارة الزراعة الزامبية مونديا سيكاتانا أصرت على أن الحظر على الذرة المعدل وراثيا لا يزال، قائلا «نحن لا نريد الاغذيه المعدلة وراثيا (جينيا) وأملنا هو أن نستمر جميعا في إنتاج الأغذية الغير معدلة وراثيا».[31][32]
- في نيسان 2004 أعلنهوغو شافيز فرض الحظر التام على البذور المعدلة وراثيا في فنزويلا.[33]
- في يناير عام 2005، أعلنت الحكومةالهنغارية حظرا على استيراد وزرع بذور الذرة المعدلة وراثية، والتي كانت أذن لها من الاتحاد الأوروبي.[34]
- في 18 أغسطس، 2006 ،قطعت الصادرات الأمريكية من الأرز إلى أوروبا عندما أكدت الكثير من محاصيل الولايات المتحدة أنها ملوثة بالجينات التي تم هندستها والتي لم تتم الموافقة عليها، ربما بسبب التلقيح العكسى مع المحاصيل التقليدية.[35]

## الملكية الفكرية
تقليديا، وفر المزارعين في جميع الدول بذورهم الخاصة من سنة إلى أخرى. السماح للمزارعين لمتابعة هذه الممارسة مع البذور المعدلة وراثيا من شأنه أن يؤدي في مطوري البذور تفقد القدرة على تحقيق الربح من أعمالها في التربية. ولذلك، تخضع البذور المعدلة وراثيا، للترخيص من قبل المطورين في العقود التي تتم كتابتها لتمنع المزارعين من اتباع هذه الممارسة التقليدية. هناك اعتراضات عديده على المحاصيل الغذائية المعدلة وراثيا التي تعتمد على هذا التغيير.
الالتزام ببراءات الاختراع للنباتات المعدلة وراثيا غالبا ما تكون مسببه للنزاع، ولا سيما بسببتدفق الجينات. في عام 1998، تم العثور على 95-98 في المئة من حوالى 10 كم 2 مزروعة بأشجار الكانولا بواسطه المزارع الكندى بيرسي شمايسير الذي وجدت انها تحتوى علي براءة اختراع لجين الجذور الجاهزهلشركة مونسانتو رغم أن شمايسير لم يشتر قط البذور من شركة مونسانتو. المصدر الداخلي للنباتات كان غير معروف، ويمكن أن يكون إما عن طريق تدفق الجينات أو السرقة المتعمدة. ومع ذلك، فإن الغالبية المسيطرة من السمات تضمن لشمايسير وجوب الاختيار لذلك. قررت المحكمة أن شمايسير قد وفر البذور من المناطق المزروعه والمجاورة لأملاكه حيث تم رش الجذور، مثل الخنادق واعمدة الكهرباء القريبة.
على الرغم من عدم القدرة علي إثبات السرقة المباشرة، رفع مونسانتو دعوى قضائية ضد شمايسير للقرصنة منذ أن علم النباتات Roundup Ready من دون دفع الإتاوات (المرجع نفسه). وصلت القضية إلى المحكمة العليا الكندية، في عام 2004 التي قضت 5 إلى 4 في صالح مونسانتو.  ركز القضاة المعارضين أساسا على حقيقة أن براءات الاختراع لمونسانتو لا تغطي سوى الجينات نفسها والخلايا المقاومة، للغليفوسات وفشلت في تغطية النباتات المعدلة وراثيا في مجملها. وافق جميع القضاة على أن شمايسير لن يضطر لدفع أي تعويضات لأنه لم يستفد من أسلوبه في استخدام البذور المعدلة وراثيا.
ردا على الانتقادات ذكر مدير العلاقات العامة لشركة مونسانتو الكنديه "انها ليست، كما أنها لن تكون سياسة شركة مونسانتو الكنديه لتلزم البراءات على محاصيل Roundup Ready عندما تكون موجودة في حقل المزارع عن طريق الصدفة...فقط عندما كانت هناك معرفة وانتهاك متعمد لحقوق براءات الاختراع وسوف تعمل شركة مونسانتو.

## التطورات المستقبلية
التطبيقات المستقبلية المتوخاة من الكائنات المعدلة وراثيا متنوعة وتشمل العقاقير في الغذاء، والموز التي تنتج اللقاحات البشرية ضد الأمراض المعدية مثل التهاب الكبد الوبائي ب،  الايضي هندسيا للأسماك لتنضج بسرعة أكبر، وأشجار الفاكهة والبندق لتنمو اسرع من السنوات السابقة، والأطعمة لم تعد تحتوي على الخصائص المقترنة مع التحمل الشائع، والنباتات التي تنتج مواد بلاستيكية جديدة ذات خصائص فريدة. في حين أن التطبيق العملي أو الكفاءة في الإنتاج التجاري لم يتم اختبارها بشكل كامل، قد يشهد العقد المقبل زيادة هائلة في تطوير المنتجات المعدله وراثيا كما حصل الباحثين على زيادة في فرص الحصول على الموارد الجينية التي تطبق على الكائنات الحية خارج نطاق المشاريع الفردية. أيضا اختبارات سلامة لهذه المنتجات، في نفس الوقت، يكون من الضروري للتأكد من أن الفوائد المتصورة تفوق بالفعل المتصور والتكاليف الخفية للتنمية.
علماء النبات، تدعمها نتائج التنميط الحديث والشامل لتركيبة المحاصيل، ونشير إلى أن المحاصيل المعدلة وراثيا باستخدام تقنيات التعديل الوراثى هي أقل عرضة للتغيرات الغير مقصودة من المحاصيل المستنبتة بالوسائل التقليدية.

## المخاطر الصحية
في الولايات المتحدة، يجب أن يكون مركز إدارة الاغذية والعقاقير لسلامة الأغذية والتغذية التطبيقية موافق على الخصائص الغذائية من الأغذية المعدلة وراثيا على أساس المقارنة بالأطعمة التقليدية المنتجة. ويبين الجدول أدناه الأطعمة التي تلقت موافقة هيئة FDA اعتبارا من عام 2002.
1- حدوث الوفيات .
2- حدوث الأمراض السرطانيه .
3- حدوث العدوى بالأمراض البكتيرية والفيروسية .
4- الفيروسات الفائقة .
5- مخاطر المضادات الحيوية عن طريق تناول الحليب .
6- مخاطر المضادات الحيوية عن طريق تناول الأطعمة النباتيه .
7- ظهور وانبعاث الامراض المعديه .
8- التسمم الجيني .
9- الحساسية ضد الاطعمه المدله وراثيا .
10- حدوث تغيرات في الكبد والبنكرياس والجهاز التناسلي للذكور.
11 - مقاومة الميكروبات للمضادات الحيوية .
12- حدوث تغيرات جذرية في الاغذية .
13- انخفاض القيمة الغذائية .

### نقل الجينات
كما كان هناك من كانون الثاني 2009 دراسة واحده فقط لتغذية الإنسان والتي أجريت على الآثار المترتبة على الأغذية المعدلة وراثيا. وشملت الدراسة سبعة متطوعين من البشر الذين كانوا ازالوا امعائهم الغليظه. أكل هؤلاء المتطوعين فول الصويا المعدلة وراثيا لمعرفة ما إذا كان الحمض النووي لفول الصويا المعدلة وراثيا نقل إلى بكتيريا الأمعاء البشرية. حدد الباحثون ان ثلاثة من السبعة متطوعين نقلت اليهم الجينات من فول الصويا المعدلة وراثيا إلى بكتريا الامعاء، رغم أن أيا من عمليات نقل الجينات وقعت أثناء الدراسة. في طريق الهضم الكامل للمتطوعين، لم يعثر على الحمض النووي المعاد تجميعه. المضادة للجنرال موتورز ويعتقد المهاجمون عن الدراسة يجب أن يدفع إجراء اختبارات إضافية لتحديد مدلولها.

### الحساسية
في منتصف 1990 اختبار Pioneer Hi-Bred الذي يختبر المواد المسببة للحساسية من فول الصويا المعدلة وراثيا التي تعبر عن تخزين بروتين بذرة البندق البرازيليه علي امل ان هذه البذور تزيد من مستويات ميثيونين الأحماض الأمينية. هذه التجارب (اختبارات radioallergosorbent، immunoblotting، اختبار skin-prick) أظهرت أن حساسية الأفراد للبندق البرازيلي أيضا إلى الحساسية الجديدة فول الصويا المعدلة وراثيا. أشار Pioneerإلى أن الأصناف التجارية التي تحتوي على بروتين البندق البرازيلي لن تتطور، لأن من المرجح أن يكون البروتين مثير للحساسية.
التأثيرات البيئية
مصدر قلق آخر أثاره علماء البيئة وهو الانتشار المحتمل للجينات المقاومة للآفات إلى الحياة البرية.  هذا مثال على التلوث الجيني، الذي غالباً ما يرتبط بتقليل التنوع البيولوجي، انتشار الأعشاب الضارة المقاومة، وتكوين آفات ومسببات أمراض جديدة.
أثبتت الدراسات أن حبوب اللقاح المقاومة للمبيدات العشبية من بذور اللفت المهندسة وراثياً يمكن أن تنتشر حتى 3 كيلومترات، في حين أن متوسط انتشار الجينات من المحاصيل المعدلة وراثياً هو 2 كيلومتر ويمكن أن يصل إلى 21 كيلومترًا كحد أقصى. قد تؤدي العدوانية العالية لهذه المحاصيل المعدلة وراثياً إلى حدوث كوارث معينة من خلال التنافس مع المحاصيل التقليدية على الماء والضوء والعناصر الغذائية.

## الروابط الخارجية
- سلبيات وإيجابيات الأغذية المعدلة وراثياً
- موقع المواطنين لتسمية المعلومات الأغذية المعدلة وراثيا على الأغذية المعدلة وراثيا وصفها.
- منظمة الأغذية والزراعة وزارة الزراعة تقرير حالة الأغذية والزراعة حول التكنولوجيا الحيوية الزراعية تتناول سلامة الأغذية المعدلة وراثيا
- موافقة المحاصيل المعدلة وراثيا مع قاعدة البيانات
- مقاله علميه جديده للأغذية المعدلة وراثيا

## قراءة مقترحة
- مندل في المطبخ، قبل نينا فيدوروف ونانسي ماري براون.
- أزمة الغذاء البيئية ودراسة قامت بها الأمم المتحدة في تغذية سكان العالم (2009)
- الغد الجدول : الزراعة العضوية، علم الوراثة، ومستقبل الغذاء، ورونالد Adamchak (2008) ردمك 978-0195301755
- التكنولوجيا الحيوية، والزراعة، والأمن الغذائي في جنوب أفريقيا بالتنقيح ستيفن وهل Omamo وكلاوس فون Grebmer (2005) (موجز وكتاب متوفرة)
- روليت الوراثية : المخاطر الصحية الموثقة للأغذية المهندسة وراثيا عن طريق جيفري سميث.
- بيت H. هاريسون (2007) تسليط الضوء على الأغذية المهندسة وراثيا : ما أنت لا تعرف عن منظمة الأغذية وأنت الأكل ما يمكنك القيام به لحماية نفسك
- الجوع في العالم على يد براين كينيث سوين هو كاتب خيال جديد بشأن موضوع الأغذية المعدلة وراثيا وبعض العواقب المحتملة على المجتمع. ردمك 978-0595686254
- McHughen، A. باندورا سلة نزهة : الأخطار المحتملة من الأغذية المعدلة وراثيا، مطبعة جامعة أكسفورد، 2000
- طوكر، B. (ed.) إعادة تصميم الحياة؟ زد بوكس، 2001.
- السماح لهم بالحذر في الأكلكيف يقوض السياسة الثورة الوراثية في الزراعة. من بيرن، J.، Conko، G.، Entine، J.، Gilland، T.، Hoban، ث، مور، P.، ناتسيوس، A. قاف، نيويل - McGloughlin، M.، Paarlberg، ليبرتي، براكاش، خدمات العملاء، تاكر فورمان، C.، حرره جون Entine المركز في الصحافة (واشنطن) عام 2006. جوانب النقاش المحاصيل المعدلة وراثيا التي لا تغطيها خصمين لهذه التكنولوجيا.
- علم الوراثة من نينا فيدوروف خامسا ونانسي ماري براون
- هيلينا نوربيرغ - هودج «، والضغط من أجل تحديث وعولمة»، في القضية المرفوعة ضد الاقتصاد العالمي وإلى التحول نحو محلي 45 (J. ماندر & E. جولدسميث محرران، 1996)
- إلين روبل شل، العالم الجديد المكتسب، الأطلسية الشهرية، حزيران 2001
- فاندانا شيفا، ومشاهدة العالم من وفرة، وأوريون، صيف 2000
- اريك شلوسر، أمة المأكولات السريعة : الجانب المظلم من كل وجبة الأمريكية (2001)
- مايكل بولان، والعقود الآجلة للأغذية : والصناعة وجدت وسيلة لاستمالة التهديد من العضوية و'بطيئة للأغذية'. نتذكر وجبة في حبوب منع الحمل؟، نيويورك تايمز ماج. سون. 4 أيار 2003، في ثانية. 6، p. 63
- مات لي وتيد لي، الكبير المقبل النكهة : البحث عن ذوق وغدا، معرف. في 66
- أماندا Hesser، عتيقة السومرية، معرف. في 72
- دانيلو Hawaleshka مع براين بيتون وسو فيرغسون، الغذاء الملوث، (كرافت ل تطوير النانوية التي يمكن أن تغير لون الطعام، والنكهة، والقيمة الغذائية لتناسب صحة الشخص أو الحنك)
- غاري راسكين، وجبات سريعة مصيدة : كيف يخلق النشاط التجاري أطفال بدينة، الأمومة Mazagine نوفمبر / ديسمبر 2003
- كيت Zernike، هو السمنة مسؤولية سياسية الهيئة؟، نيويورك تايمز، والشمس.، 9 تشرين الثاني 2003، في ثانية. 4، p. 3-
- كارل هالس، في التصويت في مجلس النواب البارات بعض الدعاوى مستشهدا السمنة، نيويورك تايمز، الخميس، آذار / مارس 11، 2004، في ثانية. A.، p. 1
- غارسيا، ديبورا كونز (المدير). (2004)مستقبل الغذاء. الفيلم.